# Femore
Il femore è un osso dell'arto inferiore, situato nella coscia, che costituisce anche parte dell'anca e del ginocchio. È l'osso più lungo, voluminoso e resistente dello scheletro.
La parola femore deriva dal latino femur (coscia). Nel latino medico, il suo genitivo è sempre femoris, ma nel latino classico è spesso feminis, che potrebbe essere confuso con forme della parola femina.
Il femore è formato da un corpo (diafisi) e due estremità (epifisi), delle quali quella prossimale si articola con l'osso dell'anca formando l'articolazione coxofemorale, mentre quella distale si articola con la rotula e la tibia, formando l'articolazione del ginocchio.
L'osso del femore è sede di inserzione per molti muscoli della coscia e della gamba.

## Epifisi prossimale
L'epifisi prossimale del femore è caratterizzata dalla grossa testa del femore, a forma sferica (2/3) e rivestita quasi interamente da cartilagine articolare, tranne che nella fossetta, dove prende inserzione il legamento rotondo del femore, che serve a mantenere in posizione l'articolazione coxofemorale. La testa poggia sul collo anatomico del femore. In posizione latero-inferiore e latero-superiore rispetto all'inizio del collo si trovano rispettivamente il piccolo trocantere e il grande trocantere, sporgenze ossee sulle quali prendono inserzione dei muscoli (come l'ileo-psoas).

## Diafisi
La diafisi, o corpo del femore, risulta caratterizzata da tre facce: una faccia anteriore, una postero-mediale e una postero-laterale. Le due facce posteriori sono divise da una linea sporgente, la linea aspra. Questa, in corrispondenza della metafisi prossimale si biforca, dando origine alla tuberosità glutea (vi si inserisce il muscolo grande gluteo) e alla linea pettinea (vi si inserisce il muscolo pettineo). La biforcazione in prossimità della metafisi distale dà origine ad una regione depressa, chiamata faccia poplitea. In prossimità di questa faccia scorrono i vasi poplitei, che hanno la caratteristica di avere le arterie più superficiali rispetto alle vene.

## Epifisi distale
L'epifisi distale del femore presenta, posteriormente, due grosse superfici ossee convesse, i condili femorali (uno mediale, l'altro laterale). I condili, rivestiti di cartilagine articolare, fanno parte della complessa articolazione del ginocchio. Tra i due condili vi è uno spazio, la fossa intercondiloidea. Anteriormente, i due condili convergono nel formare la superficie patellare, per l'articolazione con la patella.
Nella fossa intercondiloidea prendono inserzione i due legamenti crociati (anteriore e posteriore), e due menischi (mediale e laterale), in quanto non vi è perfetta corrispondenza tra i condili del femore e le superfici condiloidee della tibia. I menischi si dispongono a contornare i due condili, mentre i legamenti crociati si incrociano all'interno dello spazio intercondiloideo.

## Fratture
La regione più soggetta alle fratture è quella del collo del femore, soprattutto a causa del peso corporeo a cui viene sottoposta. Questo problema si acuisce in particolare nell'età avanzata, a causa della diminuzione della quantità del tessuto osseo e della sua composizione chimica (osteoporosi). Il punto più delicato, in questi frangenti, è proprio il collo del femore (o collo chirurgico, in prossimità del "triangolo di Ward"), le cui fratture aumentano notevolmente negli individui al di sopra dei 70 anni di età e possono essere causate anche da lievissimi traumi, come una semplice caduta.
Tra i segni che possono far sospettare una frattura del collo del femore, i più importanti sono il dolore, la disfunzionalità, l'extrarotazione dell'arto (ruotato verso l'esterno) ed il suo accorciamento in confronto all'arto opposto.
Le fratture del femore, in alcune situazioni, esitano in disabilità permanente, in quanto i muscoli della coscia tendono a dislocare i frammenti ossei e questi possono consolidare in posizione errata causando, quindi, la disabilità. Per evitare questo problema, il paziente soggetto a frattura del femore, dovrà essere messo "in trazione", in modo che i frammenti rimangano allineati nella giusta posizione. Con le moderne procedure mediche, quali l'inserzione chirurgica di tiranti o viti, i traumi da frattura femorale possono essere recuperati completamente, anche se occorrono dai 3 ai 6 mesi affinché l'osso si rimargini del tutto. Generalmente la coscia non viene ingessata, in quanto bastano i fissaggi chirurgici per raddrizzare l'osso e mantenere rigida la frattura mentre si rimargina. Questa procedura può comportare alcuni effetti collaterali, che possono causare il rischio di sepsi intra-articolare, artrite e rigidezza del ginocchio.
Le fratture più rare del femore riguardano i trocanteri, i quali possono distaccarsi per un eccessivo sforzo muscolare o sempre in seguito ad una traumatologia.